# اکواکو
اکواکو (به لاتین: Akuaku) یک منطقهٔ مسکونی در نیوزیلند است که در Gisborne Region واقع شده‌است.

## خصوصیات
اکواکو ۰ نفر جمعیت دارد.